# Daniele Trambusti
Daniele Trambusti (Firenze, 2 settembre 1957) è un batterista e tecnico del suono italiano.

## Biografia
Batterista, compositore e tecnico di registrazione. Insegnante e titolare dell'omonimo Corso di Batteria presso il Laboratorio Musicale di Firenze fin dal 1988. In età giovanile si dedica soprattutto al jazz formando vari gruppi con questa impostazione ed arrivando a firmare un contratto per la Cramps con il gruppo Bella Band. Suona con gli Avida, un progetto multimediale di dance-cabaret e con i Domestic Exile di Steve Piccolo.
Entra a far parte dello staff dello studio di registrazione Global Art System, presso il quale incideranno presto i gruppi dell'underground fiorentino come i Diaframma, i Violet Eves, i Litfiba e molti altri. La sua collaborazione con i gruppi dell'underground prosegue con la veste di turnista per Moda, David Riondino, Massimo Altomare, Hypnodance, Roberto Terzani ed Ernesto De Pascale.
Nel 1989 partecipa al Laboratorio Musicale Periferico di Firenze come insegnante di batteria, per poi entrare nei Litfiba per il Pirata Tour e suonando in alcune tracce dei singoli dell'album Pirata. La nuova avventura con il gruppo di Piero Pelù e Ghigo Renzulli continuerà fino al 1992 facendo parte della formazione degli album El diablo e Sogno ribelle.
Lascia i Litfiba per collaborare alla realizzazione di musiche per il teatro, per attori come Paolo Hendel. Questa attività sarà ripresa nel 1996, quando con lo pseudonimo di Daniel Caos si dedicherà intensamente all'attività di compositore di colonne sonore. Parallelamente collabora come produttore/musicista con il compositore e cantante francese Jean Paul Poletti, il gruppo folk corso dei Canta U Populu Corsu e altri artisti corsi.
Successivamente nei Diaframma con cui collaborerà fino al 2003. Contribuisce inoltre alla produzione e al missaggio dei primi due album da solista di Piero Pelù. Dopo l'uscita dai Diaframma entra a far parte dei Killer Queen, cover band ufficiale dei Queen con i quali suona tuttora.
Dal 2008 collabora inoltre con le Luciferme, in qualità di produttore e batterista, firmando tra l'altro l'ultimo singolo del gruppo Baciami (2009).